# Різдвяний огірок

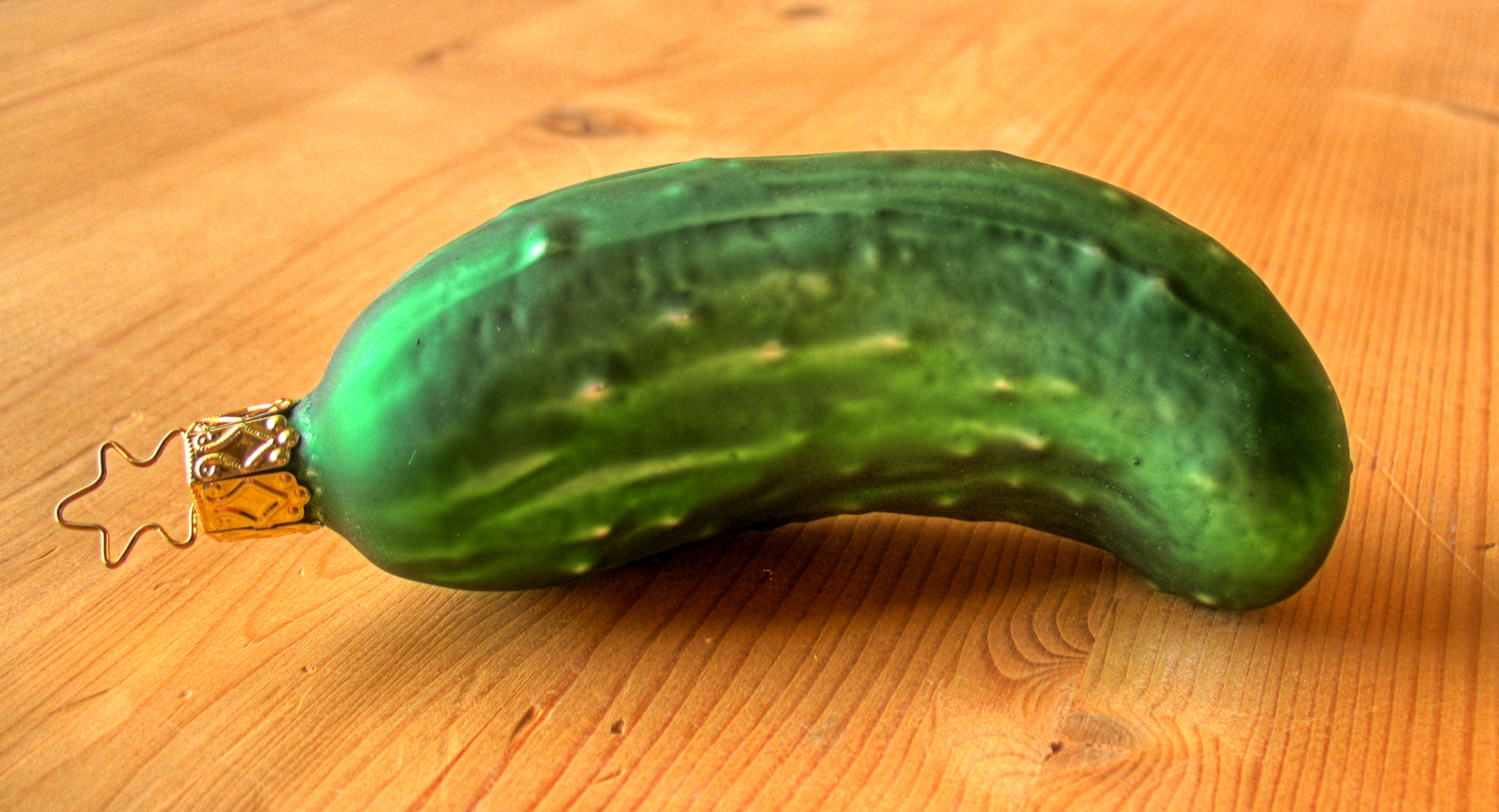
Стилізація під натуральний «різдвяний огірок»

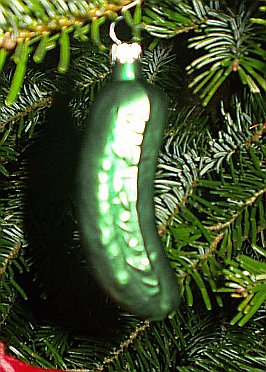
Простіший скляний аналог

Різдвяний огірок (англ. Christmas pickle) — ялинкова прикраса, пов'язана з різдвяною американською сімейною традицією.

## Опис звичаю
Згідно з традицією, хто-небудь з дорослих членів сім'ї, при оздобленні різдвяної ялинки, вішає на неї один солений огірок або його аналог у вигляді скляної іграшки відповідної форми. Різдвяним ранком перша дитина, що знайшла огірок на дереві, не торкаючись до нього руками, отримує спеціальний подарунок, і передбачається, що її чекає вдалий рік. Оскільки огірок має зелений колір, як і сама ялинка, то виявити його відразу непросто. Виробники ялинкових іграшок пропонують вироби зі скла трьох різних розмірів з урахуванням відповідності рівня складності віку дітей.

## Походження
У США прийнято вважати, що цей звичай прийшов до них від німців, але, ймовірно, це не відповідає дійсності, оскільки в самій Німеччині подібна традиція, як правило, невідома.